# Simning vid världsmästerskapen i simsport 2022 – Damernas 200 meter medley
Damernas 200 meter medley vid världsmästerskapen i simsport 2022 avgjordes mellan den 18 och 19 juni 2022 i Donau Arena i Budapest i Ungern.
Amerikanska Alexandra Walsh tog guld efter ett lopp på tiden 2.07,13. Silvret togs av australiska Kaylee McKeown och bronset togs av amerikanska Leah Hayes som även satte ett nytt juniorvärldsrekord.

## Rekord
Inför tävlingens start fanns följande världs- och mästerskapsrekord:
|                   | Namn           | Nation | Tid     | Ort             | Datum          |
| ----------------- | -------------- | ------ | ------- | --------------- | -------------- |
| Världsrekord      | Katinka Hosszú | Ungern | 2.06,12 | Kazan, Ryssland | 3 augusti 2015 |
| Mästerskapsrekord | Katinka Hosszú | Ungern | 2.06,12 | Kazan, Ryssland | 3 augusti 2015 |

## Resultat

### Försöksheat
Försöksheaten startade den 18 juni klockan 09:00.
| Placering | Heat | Bana | Namn                   | Nationalitet            | Tid     | Noteringar |
| --------- | ---- | ---- | ---------------------- | ----------------------- | ------- | ---------- |
| 1         | 4    | 4    | Alexandra Walsh        | USA                     | 2.09,41 | 0Q0        |
| 2         | 2    | 3    | Leah Hayes             | USA                     | 2.09,81 | 0Q0        |
| 3         | 3    | 3    | Anastasia Gorbenko     | Israel                  | 2.10,23 | 0Q0        |
| 4         | 4    | 2    | Mary-Sophie Harvey     | Kanada                  | 2.10,38 | 0Q0        |
| 5         | 2    | 7    | Marrit Steenbergen     | Nederländerna           | 2.10,60 | 0Q0        |
| 6         | 4    | 5    | Abbie Wood             | Storbritannien          | 2.10,89 | 0Q0        |
| 7         | 3    | 4    | Kaylee McKeown         | Australien              | 2.11,17 | 0Q0        |
| 8         | 4    | 3    | Rika Omoto             | Japan                   | 2.11,28 | 0Q0        |
| 9         | 3    | 6    | Kim Seo-yeong          | Sydkorea                | 2.11,29 | 0Q0        |
| 10        | 3    | 5    | Sydney Pickrem         | Kanada                  | 2.11,60 | 0Q0        |
| 11        | 2    | 5    | Katinka Hosszú         | Ungern                  | 2.11,77 | 0Q0        |
| 12        | 2    | 4    | Yui Ohashi             | Japan                   | 2.12,22 | 0Q0        |
| 13        | 4    | 6    | Maria Ugolkova         | Schweiz                 | 2.12,27 | 0Q0        |
| 14        | 4    | 8    | Ge Chutong             | Kina                    | 2.12,98 | 0Q0        |
| 15        | 3    | 2    | Dalma Sebestyén        | Ungern                  | 2.13,13 | 0Q0        |
| 16        | 2    | 2    | Ella Ramsay            | Australien              | 2.13,20 | 0Q0        |
| 17        | 3    | 1    | Lea Polonsky           | Israel                  | 2.13,26 |            |
| 18        | 2    | 6    | Cyrielle Duhamel       | Frankrike               | 2.13,39 |            |
| 19        | 2    | 0    | Stephanie Balduccini   | Brasilien               | 2.14,61 |            |
| 20        | 3    | 7    | Kristýna Horská        | Tjeckien                | 2.15,04 |            |
| 21        | 3    | 8    | Lena Kreundl           | Österrike               | 2.15,31 |            |
| 22        | 4    | 7    | Helena Gasson          | Nya Zeeland             | 2.15,95 |            |
| 23        | 4    | 0    | Letitia Sim            | Singapore               | 2.16,30 |            |
| 24        | 2    | 8    | Cheng Chloe            | Hongkong                | 2.16,32 |            |
| 25        | 1    | 5    | Ieva Maļuka            | Lettland                | 2.16,94 |            |
| 26        | 3    | 9    | Nikoleta Trniková      | Slovakien               | 2.17,36 |            |
| 27        | 3    | 0    | Florencia Perotti      | Argentina               | 2.17,71 |            |
| 28        | 2    | 9    | Nicole Frank           | Uruguay                 | 2.17,78 |            |
| 29        | 2    | 1    | Kristen Romano         | Puerto Rico             | 2.18,89 |            |
| 30        | 4    | 1    | Diana Petkova          | Bulgarien               | 2.19,40 |            |
| 31        | 1    | 4    | Melissa Rodríguez      | Mexiko                  | 2.19,55 |            |
| 32        | 4    | 9    | Jinjutha Pholjamjumrus | Thailand                | 2.20,38 |            |
| 33        | 1    | 3    | Alondra Ortiz          | Costa Rica              | 2.23,22 |            |
| 34        | 1    | 8    | Simone Kabbara         | Libanon                 | 2.25,39 |            |
| 35        | 1    | 6    | Elizabeth Jiménez      | Dominikanska republiken | 2.26,64 |            |
| 36        | 1    | 2    | Zaylie Thompson        | Bahamas                 | 2.30,15 |            |
| 37        | 1    | 1    | Hayley Wong            | Brunei                  | 2.37,55 |            |
| 38        | 1    | 7    | Zaira Forson           | Ghana                   | 2.41,45 |            |

### Semifinaler
Semifinalerna startade den 18 juni klockan 19:04.

#### Semifinal 1
| Placering | Bana | Namn               | Nationalitet   | Tid     | Noteringar |
| --------- | ---- | ------------------ | -------------- | ------- | ---------- |
| 1         | 4    | Leah Hayes         | USA            | 2.09,82 | 0Q0        |
| 2         | 5    | Mary-Sophie Harvey | Kanada         | 2.10,22 | 0Q0        |
| 3         | 6    | Rika Omoto         | Japan          | 2.10,65 | 0Q0        |
| 4         | 2    | Sydney Pickrem     | Kanada         | 2.11,28 |            |
| 5         | 3    | Abbie Wood         | Storbritannien | 2.11,31 |            |
| 6         | 7    | Yui Ohashi         | Japan          | 2.12,05 |            |
| 7         | 8    | Ella Ramsay        | Australien     | 2.13,10 |            |
| 8         | 1    | Ge Chutong         | Kina           | 2.14,06 |            |

#### Semifinal 2
| Placering | Bana | Namn               | Nationalitet  | Tid     | Noteringar |
| --------- | ---- | ------------------ | ------------- | ------- | ---------- |
| 1         | 4    | Alexandra Walsh    | USA           | 2.08,74 | 0Q0        |
| 2         | 6    | Kaylee McKeown     | Australien    | 2.10,17 | 0Q0        |
| 3         | 2    | Kim Seo-yeong      | Sydkorea      | 2.10,47 | 0Q0        |
| 4         | 5    | Anastasia Gorbenko | Israel        | 2.10,54 | 0Q0        |
| 5         | 7    | Katinka Hosszú     | Ungern        | 2.10,72 | 0Q0        |
| 6         | 1    | Maria Ugolkova     | Schweiz       | 2.11,06 |            |
| 7         | 3    | Marrit Steenbergen | Nederländerna | 2.11,20 |            |
| 8         | 8    | Dalma Sebestyén    | Ungern        | 2.13,09 |            |

### Final
Finalen startade den 19 juni klockan 19:27.
| Placering | Bana | Namn               | Nationalitet | Tid     | Noteringar |
| --------- | ---- | ------------------ | ------------ | ------- | ---------- |
| 1         | 4    | Alexandra Walsh    | USA          | 2.07,13 |            |
| 2         | 3    | Kaylee McKeown     | Australien   | 2.08,57 |            |
| 3         | 5    | Leah Hayes         | USA          | 2.08,91 | 0VRJ0      |
| 4         | 1    | Rika Omoto         | Japan        | 2.10,01 |            |
| 5         | 7    | Anastasia Gorbenko | Israel       | 2.11,02 |            |
| 6         | 2    | Kim Seo-yeong      | Sydkorea     | 2.11,30 |            |
| 7         | 8    | Katinka Hosszú     | Ungern       | 2.11,37 |            |
| 8         | 6    | Mary-Sophie Harvey | Kanada       | 2.12,77 |            |